# مسجد الفتح (مكة)
مسجد الفتح؛ هو مسجد تاريخي في محافظة الجموم بمنطقة مكة المكرمة. غرب المملكة العربية السعودية. يرجح أن النبي صلى الله عليه وسلم قد صلى فيه عام الفتح، تعرض للهدم عدة مرات حتى جُدد بنائه عام 1398هـ. سُمي المسجد بالفتح لارتباط المكان بفتح مكة المكرمة.

## البناء
بُني المسجد على طراز معمار الحجاز وباستخدام مواد من البيئة المحلية كالطوب والحجر البازلتي والجبس والخشب، فيما تبرز الرواشين من ضمن عناصر بناء المسجد، ويمكن الاستدلال بها عند رؤية النافذة المصنوعة من أجود ألواح الخشب وتُستخدم في تغطية النوافذ والفتحات الخارجية. يبرز العنصر الخشبي في معمار الحجاز بهدف المحافظة على درجات حرارة معتدلة داخل المسجد، اُستخدم الشخشيخة في مسجد الفتح كعنصر معماري يُغطي الفراغات الرئيسية في المسجد وللمساعدة على دخول ضوء الشمس، كما اُستخدمت أضلاع الشكل المقترح لها في دخول التهوية.

## الترميم
في عام 2022 اختير المسجد من ضمن قائمة مشروع محمد بن سلمان لتطوير المساجد التاريخية، بلغت مساحة المسجد قبل الترميم 455.77 م² وبعده إلى 553.50 م²، وبطاقة استيعابية من 218 مصلٍ إلى 333 مصليًا.